# NGC 764
NGC 764 est constitué de deux étoiles situées dans la constellation de la Baleine. L'astronome américain Ormond Stone a enregistré la position de ces étoiles le 6 janvier 1886. 